# 阮福綿寈
阮福綿寈（越南语：／，1830年9月18日—1877年2月6日），字柬仲（越南语：／），號筠亭（越南语：／），越南阮朝明命帝第五十一子，生母貴人黎氏祿。

## 生平
明命十一年八月初二日（1830年9月18日），阮福綿寈在順化皇城出生，年少體弱多病，學習經史之餘，愛讀醫書。明命二十一年（1840年）四月，受封為鎮邊郡公（越南语：／）。嗣德元年（1848年），因為曠學被罰俸九個月。後來知道悔過，更加用功讀書，得到嗣德帝的讚賞。嗣德十八年（1865年），嗣德帝身體不適，召阮福綿寈進宮診病。嗣德二十九年（1876年）夏，阮福綿寈隨同嗣德帝前往順安汛，和《御製順安詩》八十韻，獲得嗣德帝嘉獎。同年十二月二十四日（1877年2月6日），阮福綿寈去世，壽四十七歲，賜諡恭亮。葬於承天府香茶縣富春總富春社，在富榮縣楊弩總楊弩社建祠祭祀。

## 文學
阮福綿寈著有《筠亭詩草》。

## 家庭

### 妻妾
- 元姬阮文氏
- 府妾胡氏
- 府妾張氏

### 子女
阮福綿寈有17子10女。後裔按御賜舟字部起名。
- 二子阮福洪航，母元姬阮文氏，襲封畿外侯。
- 三子阮福洪𦨬，母胡氏，好吟詩，通醫術，著《陶莊詩集》。
- 五子阮福洪船，授翰林院檢討。
- 女阮氏振振，母張氏，嫁黃姓香茶知縣。
- 女阮氏娟娟，母張氏。

## 脚注
1. 1 2  《阮福族世譜》，順化出版社，1995年，308-309頁。
2. ↑  《大南實錄》正編第二紀 卷二百一十二 明命二十一年四月 冊封皇子條。